# Valentín Depietri
Valentín Depietri (Tandil, Buenos Aires, Argentina; 31 de octubre de 2000) es un futbolista argentino. Juega como extremo o delantero en Talleres de Córdoba de la Primera División Argentina.
Depietri se unió al plantel profesional de Santamarina en 2019, tras entrenar unos meses con la escuadra que milita el torneo doméstico en Tandil, la Unión Regional Deportiva. El futbolista está relacionado con la institución: su abuelo fue dirigente durante una de las campañas más exitosas del club en 1985, y su padre jugador durante los 2000. Anteriormente, Valentín militó toda su carrera desde infantiles en el equipo local de la UNICEN.

## Ramón Santamarina

### Temporada 2019-20: debut, primer tanto y cancelación
Depietri debutó oficialmente en club tandilense el 17 de agosto de 2019, en el juego de visitante en Junín ante Sarmiento. El mediapunta disputó los últimos 16' del encuentro, que terminó sin goles. Dos partidos más tarde, en su primera vez en el once inicial, Depietri marcó su primer tanto en la victoria de visitante por 3:0 vs. Chacarita Juniors. A los 56' venció a Lucas Lezcano, arquero del Funebrero, para poner el 0:2 parcial.
La temporada se canceló en marzo de 2020 debido a la pandemia por COVID-19. Depietri finalizó con 16 partidos disputado, totalizando en cancha 1.169', y un único gol.

### Temporada 2020-21
Depietri continuó en el fútbol argentino para la reanudación a fines de 2020, a pesar de haber tenido ofertas del exterior, entre ellos desde la Major League Soccer y el fútbol suizo.

## Fortaleza
Depietri fue anunciado como refuerzo del club de primera división brasileño Fortaleza Esporte Clube a mediados de julio de 2021. Según se indicó, el club tricolor «venía siguiendo» la actividad del jugador, del cual destacaron su «capacidad de dribbelo y verticalidad». Depietri selló vínculo hasta junio de 2024 con el club brasileño.

### Temporada 2021: debut en Brasil y gol histórico
El 3 de diciembre de 2021, Fortaleza disputó en su estadio la 36.ª fecha de la Serie A 2021 contra Juventude. Depietri ingresó a falta de poco menos de quince minutos para el final y convirtió, a los 82', su primer gol con la camiseta tricolor, tanto que definió el resultado y aseguró la histórica clasificación de Fortaleza directamente a la CONMBEOL Libertadores 2022. Tras el partido, Valentín manifestó que pasó mucho tiempo celebrando con los hinchas, entre autógrafos y fotos, ante tamaña hazaña del equipo del norte del país brasilero. Este hecho, además, significó el reconocimiento de medios argentinos sobre el jugador tandilense.

### Temporada 2022: doble título
El 3 de abril de 2022 Fortaleza se consagró por segunda vez en su historia campeón de la Copa do Nordeste 2022, venciendo 1:0 en la final a Recife. Depietri, que no ingresó en el partido de la consagración, consiguió su primer título como futbolista profesional.
Días más tarde, Fortaleza venció 4:0 al Caucaia Esporte Clube y se consagró campeón por 45.ª vez del estadual Campeonato Cearense. La edición 2022 fue el segundo logro para Valentín, quien ingresó en la final a los 59'.

## Club Atlético Talleres
Depietri se unió en enero de 2023 al club Talleres de Córdoba tras dos temporadas en el fútbol profesional brasilero —disputó 29 partidos y marcó tres goles—. La institución argentina compró el 50% del pase del jugador, previendo una relación contractual de 4 años, hasta diciembre de 2026.
A días de su llegada, Talleres derrotó 3:0 a su clásico rival, Belgrano, en un amistoso de pretemporada. Depietri ingresó en el segundo tiempo, con el dorsal 15 en su espalda.

## Estadísticas

### Clubes
Actualizado hasta su último partido disputado el 20 de julio de 2025.
| Club                             | Div.          | Temporada     | Liga  | Liga  | Liga   | Copas | Copas | Copas  | Internacional | Internacional | Internacional | Total | Total | Total  |
| Club                             | Div.          | Temporada     | Part. | Goles | Asist. | Part. | Goles | Asist. | Part.         | Goles         | Asist.        | Part. | Goles | Asist. |
| -------------------------------- | ------------- | ------------- | ----- | ----- | ------ | ----- | ----- | ------ | ------------- | ------------- | ------------- | ----- | ----- | ------ |
| C. y B. R. Santamarina Argentina | 2.ª           | 2019-20       | 16    | 1     | 0      | —     | —     | —      | —             | —             | —             | 16    | 1     | 0      |
| C. y B. R. Santamarina Argentina | 2.ª           | 2020          | 7     | 3     | 2      | —     | —     | —      | —             | —             | —             | 7     | 3     | 2      |
| C. y B. R. Santamarina Argentina | 2.ª           | 2021          | 8     | 1     | 0      | —     | —     | —      | —             | —             | —             | 8     | 1     | 0      |
| C. y B. R. Santamarina Argentina | Total club    | Total club    | 31    | 5     | 2      | 0     | 0     | 0      | 0             | 0             | 0             | 31    | 5     | 2      |
| Fortaleza E. C. · Brasil         | 1.ª           | 2021          | 9     | 1     | 1      | 1     | 0     | 0      | —             | —             | —             | 10    | 1     | 1      |
| Fortaleza E. C. · Brasil         | 1.ª           | 2022          | 16    | 0     | 0      | 9     | 3     | 1      | 4             | 0             | 0             | 29    | 3     | 1      |
| Fortaleza E. C. · Brasil         | Total club    | Total club    | 25    | 1     | 1      | 10    | 3     | 1      | 4             | 0             | 0             | 39    | 4     | 2      |
| Talleres de Córdoba Argentina    | 1.ª           | 2023          | 16    | 0     | 0      | 15    | 1     | 1      | —             | —             | —             | 31    | 1     | 1      |
| Talleres de Córdoba Argentina    | 1.ª           | 2024          | 15    | 1     | 0      | 7     | 0     | 0      | 3             | 0             | 0             | 25    | 1     | 0      |
| Talleres de Córdoba Argentina    | 1.ª           | 2025          | 15    | 3     | 1      | 2     | 0     | 1      | 6             | 1             | 1             | 23    | 4     | 3      |
| Talleres de Córdoba Argentina    | Total club    | Total club    | 46    | 4     | 1      | 24    | 1     | 2      | 9             | 1             | 1             | 79    | 6     | 4      |
| Total carrera                    | Total carrera | Total carrera | 102   | 10    | 4      | 34    | 4     | 3      | 13            | 1             | 1             | 149   | 15    | 8      |
| 1. 2. 3.                         |               |               |       |       |        |       |       |        |               |               |               |       |       |        |

## Palmarés

### Campeonatos estatales
| Título              | Equipo          | Estado          | Año  |
| ------------------- | --------------- | --------------- | ---- |
| Copa do Nordeste    | Fortaleza E. C. | Región Nordeste | 2022 |
| Campeonato Cearense | Fortaleza E. C. | Ceará           | 2022 |

### Campeonatos nacionales
| Título                  | Club                | País      | Año  |
| ----------------------- | ------------------- | --------- | ---- |
| Supercopa Internacional | Talleres de Córdoba | Argentina | 2025 |